# Lista över fornlämningar i Borgholms kommun (Föra)
Lista över fornlämningar i Borgholms kommun (Föra) är en förteckning av ett urval av de fornlämningar som finns i Föra i Borgholms kommun.
| Namn                            | Lämningstyp                      | Tillkomsttid | Historisk indelning | Plats | Läge                 | ID-nr          | Bild                                      |
| ------------------------------- | -------------------------------- | ------------ | ------------------- | ----- | -------------------- | -------------- | ----------------------------------------- |
| Föra 1:1                        | Gravfält                         |              | Föra, Öland         |       | 56.967757, 16.869822 | 10080400010001 | Ladda upp en bild av detta fornminne      |
| Föra 3:1                        | Husgrund, förhistorisk/medeltida |              | Föra, Öland         |       | 56.977863, 16.859753 | 10080400030001 | Ladda upp en bild av detta fornminne      |
| Föra 5:1                        | Stensättning                     |              | Föra, Öland         |       | 56.999503, 16.819491 | 10080400050001 | Ladda upp en bild av detta fornminne      |
| Föra 5:2                        | Stensättning                     |              | Föra, Öland         |       | 56.999578, 16.819811 | 10080400050002 | Ladda upp en bild av detta fornminne      |
| Bobbrör (Föra 7:1)              | Stensättning                     |              | Föra, Öland         |       | 56.983191, 16.850234 | 10080400070001 | Ladda upp en bild av detta fornminne      |
| Föra 8:1                        | Gravfält                         |              | Föra, Öland         |       | 56.989550, 16.855103 | 10080400080001 | Ladda upp en bild av detta fornminne      |
| Föra 13:1                       | Stensättning                     |              | Föra, Öland         |       | 56.987747, 16.885071 | 10080400130001 | Ladda upp en bild av detta fornminne      |
| Föra 13:2                       | Stensättning                     |              | Föra, Öland         |       | 56.987916, 16.884809 | 10080400130002 | Ladda upp en bild av detta fornminne      |
| Föra 13:3                       | Stensättning                     |              | Föra, Öland         |       | 56.987980, 16.884459 | 10080400130003 | Ladda upp en bild av detta fornminne      |
| Föra 14:1                       | Husgrund, förhistorisk/medeltida |              | Föra, Öland         |       | 56.988498, 16.884049 | 10080400140001 | Ladda upp en bild av detta fornminne      |
| Föra 15:1                       | Husgrund, förhistorisk/medeltida |              | Föra, Öland         |       | 56.988921, 16.882392 | 10080400150001 | Ladda upp en bild av detta fornminne      |
| Föra 15:2                       | Husgrund, förhistorisk/medeltida |              | Föra, Öland         |       | 56.989102, 16.882178 | 10080400150002 | Ladda upp en bild av detta fornminne      |
| Föra 15:4                       | Husgrund, förhistorisk/medeltida |              | Föra, Öland         |       | 56.989585, 16.881208 | 10080400150004 | Ladda upp en bild av detta fornminne      |
| Föra 16:1                       | Husgrund, förhistorisk/medeltida |              | Föra, Öland         |       | 56.989964, 16.880262 | 10080400160001 | Ladda upp en bild av detta fornminne      |
| Föra 17:1                       | Husgrund, förhistorisk/medeltida |              | Föra, Öland         |       | 56.990557, 16.881781 | 10080400170001 | Ladda upp en bild av detta fornminne      |
| Föra 18:1                       | Husgrund, förhistorisk/medeltida |              | Föra, Öland         |       | 56.989780, 16.883778 | 10080400180001 | Ladda upp en bild av detta fornminne      |
| Föra 18:2                       | Husgrund, förhistorisk/medeltida |              | Föra, Öland         |       | 56.989770, 16.884223 | 10080400180002 | Ladda upp en bild av detta fornminne      |
| Föra 19:1                       | Husgrund, förhistorisk/medeltida |              | Föra, Öland         |       | 56.989078, 16.884872 | 10080400190001 | Ladda upp en bild av detta fornminne      |
| Föra 19:2                       | Husgrund, förhistorisk/medeltida |              | Föra, Öland         |       | 56.989176, 16.885216 | 10080400190002 | Ladda upp en bild av detta fornminne      |
| Föra 22:1                       | Husgrund, förhistorisk/medeltida |              | Föra, Öland         |       | 56.994937, 16.891917 | 10080400220001 | Ladda upp en bild av detta fornminne      |
| Föra 23:1                       | Husgrund, förhistorisk/medeltida |              | Föra, Öland         |       | 56.995396, 16.894349 | 10080400230001 | Ladda upp en bild av detta fornminne      |
| Föra 23:2                       | Husgrund, förhistorisk/medeltida |              | Föra, Öland         |       | 56.995522, 16.894495 | 10080400230002 | Ladda upp en bild av detta fornminne      |
| Föra 24:1                       | Stensättning                     |              | Föra, Öland         |       | 56.994396, 16.905083 | 10080400240001 | Ladda upp en bild av detta fornminne      |
| Föra 25:1                       | Stensättning                     |              | Föra, Öland         |       | 56.995622, 16.901479 | 10080400250001 | Ladda upp en bild av detta fornminne      |
| Föra 26:1                       | Husgrund, förhistorisk/medeltida |              | Föra, Öland         |       | 56.996877, 16.899659 | 10080400260001 | Ladda upp en bild av detta fornminne      |
| Föra 26:2                       | Husgrund, förhistorisk/medeltida |              | Föra, Öland         |       | 56.997199, 16.899526 | 10080400260002 | Ladda upp en bild av detta fornminne      |
| Föra 26:3                       | Husgrund, förhistorisk/medeltida |              | Föra, Öland         |       | 56.997452, 16.899118 | 10080400260003 | Ladda upp en bild av detta fornminne      |
| Föra 27:1                       | Husgrund, förhistorisk/medeltida |              | Föra, Öland         |       | 56.998100, 16.898893 | 10080400270001 | Ladda upp en bild av detta fornminne      |
| Föra 28:1                       | Husgrund, förhistorisk/medeltida |              | Föra, Öland         |       | 56.998415, 16.897996 | 10080400280001 | Ladda upp en bild av detta fornminne      |
| Föra 29:1                       | Husgrund, förhistorisk/medeltida |              | Föra, Öland         |       | 56.996489, 16.893837 | 10080400290001 | Ladda upp en bild av detta fornminne      |
| Föra 31:1                       | Stensättning                     |              | Föra, Öland         |       | 56.995533, 16.911987 | 10080400310001 | Ladda upp en bild av detta fornminne      |
| Föra 31:2                       | Stensättning                     |              | Föra, Öland         |       | 56.995715, 16.911696 | 10080400310002 | Ladda upp en bild av detta fornminne      |
| Föra 31:3                       | Grav markerad av sten/block      |              | Föra, Öland         |       | 56.995662, 16.912013 | 10080400310003 | Ladda upp en bild av detta fornminne      |
| Föra 32:1                       | Stensättning                     |              | Föra, Öland         |       | 56.991366, 16.916526 | 10080400320001 | Ladda upp en bild av detta fornminne      |
| Föra 33:1                       | Röse                             |              | Föra, Öland         |       | 57.014743, 16.831980 | 10080400330001 | Ladda upp en bild av detta fornminne      |
| Djuplunds rör (Föra 35:1)       | Röse                             |              | Föra, Öland         |       | 57.021800, 16.828509 | 10080400350001 | Ladda upp en bild av detta fornminne      |
| Korshorvan (Föra 37:1)          | Minnesmärke                      |              | Föra, Öland         |       | 57.012078, 16.865694 | 10080400370001 | Ladda upp en till bild av detta fornminne |
| Pjukeberg (Föra 38:1)           | Gravfält                         |              | Föra, Öland         |       | 57.016990, 16.873817 | 10080400380001 | Ladda upp en bild av detta fornminne      |
| Pjukeberg (Föra 38:2)           | Stensättning                     |              | Föra, Öland         |       | 57.017355, 16.873085 | 10080400380002 | Ladda upp en bild av detta fornminne      |
| Föra 40:1                       | Husgrund, förhistorisk/medeltida |              | Föra, Öland         |       | 57.019964, 16.874022 | 10080400400001 | Ladda upp en bild av detta fornminne      |
| Föra 40:2                       | Husgrund, förhistorisk/medeltida |              | Föra, Öland         |       | 57.020012, 16.874369 | 10080400400002 | Ladda upp en bild av detta fornminne      |
| Föra 40:3                       | Husgrund, förhistorisk/medeltida |              | Föra, Öland         |       | 57.019803, 16.874915 | 10080400400003 | Ladda upp en bild av detta fornminne      |
| Föra 40:4                       | Husgrund, förhistorisk/medeltida |              | Föra, Öland         |       | 57.019892, 16.875143 | 10080400400004 | Ladda upp en bild av detta fornminne      |
| Föra 40:5                       | Husgrund, förhistorisk/medeltida |              | Föra, Öland         |       | 57.019910, 16.875279 | 10080400400005 | Ladda upp en bild av detta fornminne      |
| Föra 41:1                       | Husgrund, förhistorisk/medeltida |              | Föra, Öland         |       | 57.004012, 16.883919 | 10080400410001 | Ladda upp en bild av detta fornminne      |
| Föra 42:1                       | Husgrund, förhistorisk/medeltida |              | Föra, Öland         |       | 57.005848, 16.884869 | 10080400420001 | Ladda upp en bild av detta fornminne      |
| Föra 42:2                       | Husgrund, förhistorisk/medeltida |              | Föra, Öland         |       | 57.005402, 16.885396 | 10080400420002 | Ladda upp en bild av detta fornminne      |
| Föra 43:1                       | Husgrund, förhistorisk/medeltida |              | Föra, Öland         |       | 57.007303, 16.884445 | 10080400430001 | Ladda upp en bild av detta fornminne      |
| Föra 43:2                       | Gravfält                         |              | Föra, Öland         |       | 57.007273, 16.883428 | 10080400430002 | Ladda upp en bild av detta fornminne      |
| Föra 44:1                       | Husgrund, förhistorisk/medeltida |              | Föra, Öland         |       | 57.009002, 16.888940 | 10080400440001 | Ladda upp en bild av detta fornminne      |
| Föra 44:3                       | Stensättning                     |              | Föra, Öland         |       | 57.008216, 16.889757 | 10080400440003 | Ladda upp en bild av detta fornminne      |
| Föra 44:4                       | Stensättning                     |              | Föra, Öland         |       | 57.008426, 16.889509 | 10080400440004 | Ladda upp en bild av detta fornminne      |
| Föra 44:5                       | Stensättning                     |              | Föra, Öland         |       | 57.008515, 16.889312 | 10080400440005 | Ladda upp en bild av detta fornminne      |
| Föra 44:6                       | Stensättning                     |              | Föra, Öland         |       | 57.008445, 16.889290 | 10080400440006 | Ladda upp en bild av detta fornminne      |
| Föra 44:7                       | Stensättning                     |              | Föra, Öland         |       | 57.007761, 16.890062 | 10080400440007 | Ladda upp en bild av detta fornminne      |
| Föra 45:1                       | Husgrund, förhistorisk/medeltida |              | Föra, Öland         |       | 57.013080, 16.879395 | 10080400450001 | Ladda upp en bild av detta fornminne      |
| Föra 45:2                       | Husgrund, förhistorisk/medeltida |              | Föra, Öland         |       | 57.012899, 16.879515 | 10080400450002 | Ladda upp en bild av detta fornminne      |
| Föra 46:1                       | Husgrund, förhistorisk/medeltida |              | Föra, Öland         |       | 57.009081, 16.900120 | 10080400460001 | Ladda upp en bild av detta fornminne      |
| Föra 46:2                       | Stensättning                     |              | Föra, Öland         |       | 57.009447, 16.899546 | 10080400460002 | Ladda upp en bild av detta fornminne      |
| Rösenbacken (Föra 48:1)         | Stensättning                     |              | Föra, Öland         |       | 57.005968, 16.913349 | 10080400480001 | Ladda upp en bild av detta fornminne      |
| Föra 49:1                       | Stensättning                     |              | Föra, Öland         |       | 57.005348, 16.913860 | 10080400490001 | Ladda upp en bild av detta fornminne      |
| Föra 55:1                       | Stensättning                     |              | Föra, Öland         |       | 57.026742, 16.825703 | 10080400550001 | Ladda upp en bild av detta fornminne      |
| Föra 55:2                       | Stensättning                     |              | Föra, Öland         |       | 57.026822, 16.826284 | 10080400550002 | Ladda upp en bild av detta fornminne      |
| Föra 55:3                       | Stensättning                     |              | Föra, Öland         |       | 57.026915, 16.826278 | 10080400550003 | Ladda upp en bild av detta fornminne      |
| Föra 55:4                       | Stenkistgrav                     |              | Föra, Öland         |       | 57.026594, 16.825619 | 10080400550004 | Ladda upp en bild av detta fornminne      |
| Föra 56:1                       | Stensättning                     |              | Föra, Öland         |       | 57.027420, 16.826623 | 10080400560001 | Ladda upp en bild av detta fornminne      |
| Föra 57:1                       | Stensättning                     |              | Föra, Öland         |       | 57.029321, 16.824047 | 10080400570001 | Ladda upp en bild av detta fornminne      |
| Föra 57:2                       | Stensättning                     |              | Föra, Öland         |       | 57.029477, 16.823852 | 10080400570002 | Ladda upp en bild av detta fornminne      |
| Föra 57:3                       | Stensättning                     |              | Föra, Öland         |       | 57.029719, 16.823841 | 10080400570003 | Ladda upp en bild av detta fornminne      |
| Föra 57:4                       | Stensättning                     |              | Föra, Öland         |       | 57.029259, 16.823825 | 10080400570004 | Ladda upp en bild av detta fornminne      |
| Triangelpunkt Lofta (Föra 58:1) | Stensättning                     |              | Föra, Öland         |       | 57.037876, 16.824897 | 10080400580001 | Ladda upp en bild av detta fornminne      |
| Föra 59:1                       | Stensättning                     |              | Föra, Öland         |       | 57.042891, 16.827749 | 10080400590001 | Ladda upp en bild av detta fornminne      |
| Föra 59:2                       | Stensättning                     |              | Föra, Öland         |       | 57.043001, 16.827696 | 10080400590002 | Ladda upp en bild av detta fornminne      |
| Föra 59:3                       | Grav markerad av sten/block      |              | Föra, Öland         |       | 57.043066, 16.827801 | 10080400590003 | Ladda upp en bild av detta fornminne      |
| Föra 59:4                       | Stensättning                     |              | Föra, Öland         |       | 57.042801, 16.827621 | 10080400590004 | Ladda upp en bild av detta fornminne      |
| Föra 60:1                       | Gravfält                         |              | Föra, Öland         |       | 57.045467, 16.831188 | 10080400600001 | Ladda upp en bild av detta fornminne      |
| Föra 61:1                       | Stensättning                     |              | Föra, Öland         |       | 57.046136, 16.831670 | 10080400610001 | Ladda upp en bild av detta fornminne      |
| Föra 61:2                       | Stensättning                     |              | Föra, Öland         |       | 57.046145, 16.831832 | 10080400610002 | Ladda upp en bild av detta fornminne      |
| Föra 62:1                       | Röse                             |              | Föra, Öland         |       | 57.047349, 16.832699 | 10080400620001 | Ladda upp en bild av detta fornminne      |
| Föra 63:1                       | Stensättning                     |              | Föra, Öland         |       | 57.035014, 16.846221 | 10080400630001 | Ladda upp en bild av detta fornminne      |
| Föra 64:1                       | Gravfält                         |              | Föra, Öland         |       | 57.041963, 16.849945 | 10080400640001 | Ladda upp en bild av detta fornminne      |
| Föra 65:1                       | Husgrund, förhistorisk/medeltida |              | Föra, Öland         |       | 57.040682, 16.849670 | 10080400650001 | Ladda upp en bild av detta fornminne      |
| Föra 66:1                       | Husgrund, förhistorisk/medeltida |              | Föra, Öland         |       | 57.040010, 16.851201 | 10080400660001 | Ladda upp en bild av detta fornminne      |
| Föra 66:2                       | Husgrund, förhistorisk/medeltida |              | Föra, Öland         |       | 57.039986, 16.851499 | 10080400660002 | Ladda upp en bild av detta fornminne      |
| Föra 67:1                       | Husgrund, förhistorisk/medeltida |              | Föra, Öland         |       | 57.040959, 16.850661 | 10080400670001 | Ladda upp en bild av detta fornminne      |
| Föra 67:2                       | Husgrund, förhistorisk/medeltida |              | Föra, Öland         |       | 57.041060, 16.851281 | 10080400670002 | Ladda upp en bild av detta fornminne      |
| Föra 67:3                       | Husgrund, förhistorisk/medeltida |              | Föra, Öland         |       | 57.040934, 16.851286 | 10080400670003 | Ladda upp en bild av detta fornminne      |
| Föra 69:1                       | Gravfält                         |              | Föra, Öland         |       | 57.040034, 16.862354 | 10080400690001 | Ladda upp en bild av detta fornminne      |
| Föra 69:2                       | Stensättning                     |              | Föra, Öland         |       | 57.040175, 16.863373 | 10080400690002 | Ladda upp en bild av detta fornminne      |
| Föra 69:3                       | Stensättning                     |              | Föra, Öland         |       | 57.039953, 16.863648 | 10080400690003 | Ladda upp en bild av detta fornminne      |
| Föra 69:4                       | Stensättning                     |              | Föra, Öland         |       | 57.039792, 16.864178 | 10080400690004 | Ladda upp en bild av detta fornminne      |
| Föra 70:1                       | Gravfält                         |              | Föra, Öland         |       | 57.039302, 16.864202 | 10080400700001 | Ladda upp en bild av detta fornminne      |
| Norrskogsängen (Föra 71:1)      | Husgrund, förhistorisk/medeltida |              | Föra, Öland         |       | 57.044413, 16.855985 | 10080400710001 | Ladda upp en bild av detta fornminne      |
| Norrskogsängen (Föra 71:2)      | Husgrund, förhistorisk/medeltida |              | Föra, Öland         |       | 57.044918, 16.856485 | 10080400710002 | Ladda upp en bild av detta fornminne      |
| Norrskogsängen (Föra 71:3)      | Husgrund, förhistorisk/medeltida |              | Föra, Öland         |       | 57.044896, 16.856861 | 10080400710003 | Ladda upp en bild av detta fornminne      |
| Föra 72:1                       | Husgrund, förhistorisk/medeltida |              | Föra, Öland         |       | 57.045553, 16.856667 | 10080400720001 | Ladda upp en bild av detta fornminne      |
| Föra 73:1                       | Gravfält                         |              | Föra, Öland         |       | 57.046770, 16.868260 | 10080400730001 | Ladda upp en bild av detta fornminne      |
| Föra 74:1                       | Stensättning                     |              | Föra, Öland         |       | 57.024163, 16.868988 | 10080400740001 | Ladda upp en bild av detta fornminne      |
| Föra 75:1                       | Stensättning                     |              | Föra, Öland         |       | 57.035780, 16.869708 | 10080400750001 | Ladda upp en bild av detta fornminne      |
| Föra 75:2                       | Stensättning                     |              | Föra, Öland         |       | 57.035913, 16.869985 | 10080400750002 | Ladda upp en bild av detta fornminne      |
| Föra 78:1                       | Husgrund, förhistorisk/medeltida |              | Föra, Öland         |       | 57.033623, 16.877173 | 10080400780001 | Ladda upp en bild av detta fornminne      |
| Föra 80:1                       | Gravfält                         |              | Föra, Öland         |       | 57.025086, 16.897756 | 10080400800001 | Ladda upp en bild av detta fornminne      |
| Föra 81:1                       | Gravfält                         |              | Föra, Öland         |       | 57.024190, 16.899201 | 10080400810001 | Ladda upp en bild av detta fornminne      |
| Föra 108:1                      | Husgrund, förhistorisk/medeltida |              | Föra, Öland         |       | 57.003696, 16.885105 | 10080401080001 | Ladda upp en bild av detta fornminne      |
| Föra 111:2                      | Stenkrets                        |              | Föra, Öland         |       | 57.032114, 16.849218 | 10080401110002 | Ladda upp en bild av detta fornminne      |
| Föra 111:3                      | Stenkrets                        |              | Föra, Öland         |       | 57.032162, 16.849459 | 10080401110003 | Ladda upp en bild av detta fornminne      |
| Föra 112:1                      | Stenkrets                        |              | Föra, Öland         |       | 57.033209, 16.849513 | 10080401120001 | Ladda upp en bild av detta fornminne      |
| Föra 118:1                      | Stensättning                     |              | Föra, Öland         |       | 57.043861, 16.828679 | 10080401180001 | Ladda upp en bild av detta fornminne      |
| Föra 119:1                      | Stensättning                     |              | Föra, Öland         |       | 57.008099, 16.809345 | 10080401190001 | Ladda upp en bild av detta fornminne      |
| Föra 120:1                      | Stensättning                     |              | Föra, Öland         |       | 57.003958, 16.798528 | 10080401200001 | Ladda upp en bild av detta fornminne      |
| Föra 129:1                      | Stensättning                     |              | Föra, Öland         |       | 57.039714, 16.858601 | 10080401290001 | Ladda upp en bild av detta fornminne      |
| Föra 160                        | Grav markerad av sten/block      |              | Föra, Öland         |       | 56.998023, 16.899203 | 12000000059877 | Ladda upp en bild av detta fornminne      |
| Föra 161                        | Grav markerad av sten/block      |              | Föra, Öland         |       | 56.998461, 16.898740 | 12000000059878 | Ladda upp en bild av detta fornminne      |